# Kalliosaari (ö i Päijänne-Tavastland, Lahtis, lat 61,29, long 25,04)
Kalliosaari är en ö i Finland. Den ligger i sjön Kauttisjärvi och i kommunen Padasjoki i den ekonomiska regionen  Lahtis ekonomiska region  och landskapet Päijänne-Tavastland, i den södra delen av landet, 120 km norr om huvudstaden Helsingfors. Öns area är 0,7 hektar och dess största längd är 170 meter i nord-sydlig riktning.